# Hans Schnatterpeck

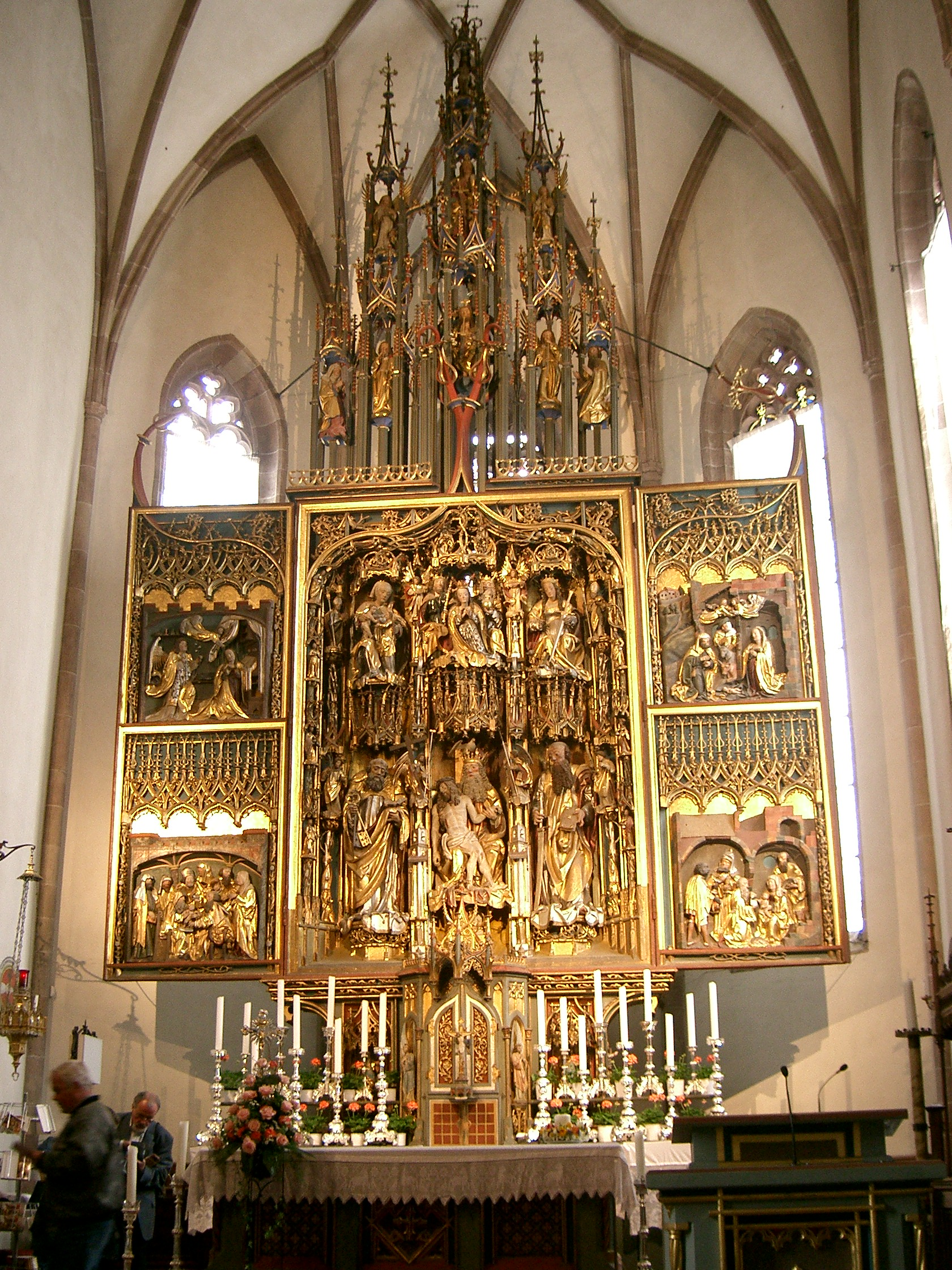
Le « retable Schnatterpeck » dans l'église paroissiale de l'Assomption à Lana.

Hans Schnatterpeck (né vers le milieu du XVe siècle à Landsberg am Lech, mort probablement autour de 1510) est un peintre et sculpteur actif à Merano, où il possédait un atelier important. Il est réputé pour le retable appelé Schnatterpeck-Altar à Lana, qui est d'ailleurs aussi attribué à un de ses fils, aussi prénommé Hans (1478-1540).

## Biographie

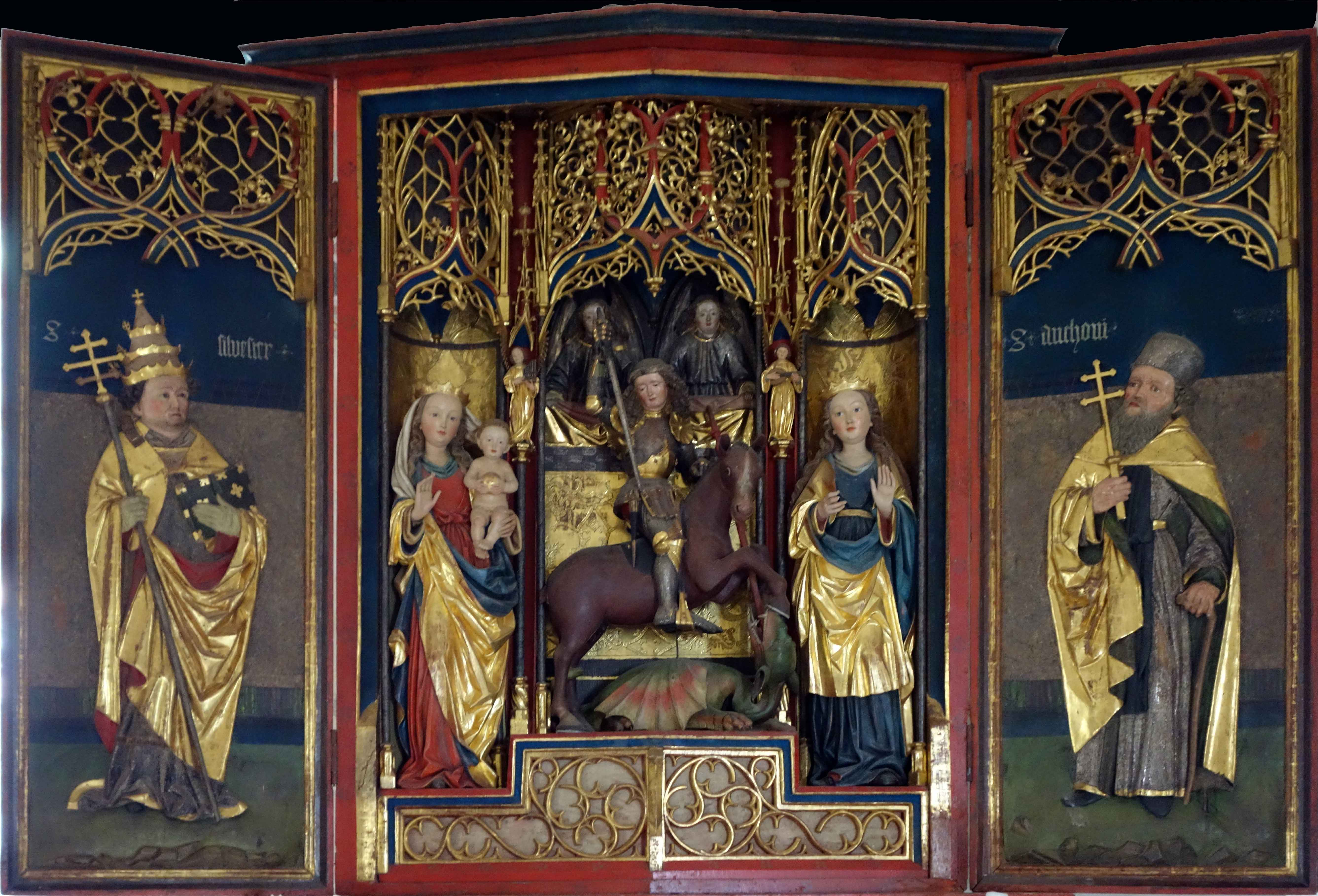
Retable de saint Georges à Scena.

Hans Schnatterpeck est documenté en 1472 comme un citoyen de Füssen. En 1475, il habite à  Vipiteno, et déménage de là à Merano en 1479, où il n'est d'abord que résident, et où il devient citoyen en 1492. Des documents des années 1499, 1501, 1503 et 1508 prouvent qu'il est membre du conseil municipal de Merano. À partir de 1509, il semble séjourner dans le Val Venosta où sa trace se perd, après 1510, à  Castelbello-Ciardes et Silandro. Un autre Hans Schnatterpeck (1478-1540), peut-être son fils, est aussi peintre et sculpteur sur bois. Certaines œuvres sont probablement dues au fils plutôt qu'au père.

## Activité
Schnatterpeck est, dans la période 1485-1510, à la tête de l'un des principaux ateliers à Merano. Des documents donnent les noms de plusieurs compagnons qu'il emploie dans son atelier : Hans Peysser, Michael Häberle, Bernhard Härpfer et Matheis Stöberl. Son atelier doit avoir acquis une haute réputation. Cela pourrait expliquer les commandes aux honoraires inhabituellement élevés comme celle du 18 août 1503, où l'architecte Konrad Haug de Niederlana et le provost d'église Peter Saltner de Oberlana signent avec « Hans Schnatterpeck, peintre citoyen du conseil de Merano »  un contrat de 1 600 florins (rhénans), pour un maître-autel neuf pour l'église paroissiale nouvellement construite de Niederlana. Cet autel exceptionnel est actuellement connu comme « retable de Schnatterpeck » (en allemand Schnatterpeck-Altar). 
C'est le montant le plus élevé jamais payé dans le Tyrol pour un retable gothique. Ainsi, Veit Stoss  n'a reçu pour son autel de Schwaz que 1 166 florins, Michael Pacher pour l'autel de Gries 700 et pour l'autel dans Sankt Wolfgang im Salzkammergut 1 200 florins, Jörg Lederer pour celui de Parcines 725 florins, enfin Hans Klocker (de) pour l'autel de San Leonardo in Passiria 500 florins. Ce sont là des montants importants. Le coût moyen de la confection d'un maître-autel gothique dans une église de village varie alors entre 200 et 500 florins.

## Œuvres
Le Schnatterpeck-Altar ou « retable de Schnatterpeck » dans l'église paroissiale de l'Assomption à Lana est le seul travail issu avec certitude de son atelier. C'est un retable de taille exceptionnelle, puisqu'il fait plus de 14 mètres de haut et 7 mètres de large. Sa confection a pris huit ans, et il n'a été installé qu'en 1511. Il contient 35 figures détachables, sculptées en châtaignier, de taille variant entre 25 centimètres et 1,80 mètre. Les figures sont peintes et dorées. Au centre, Dieu le père avec Jésus mort sur ses genoux, flanqués de Pierre et Paul, et au-dessus la Vierge Marie  couronnée et deux saintes. Sur les côtés, des scènes bibliques : l'Annonciation, la Nativité, l'Adoration des mages, la Circoncision de Jésus. Ce retable est attribué à l'un de ses fils, Hans. Quatre des peintures de l’extérieur des volets de l’autel, représentant des scènes de la Passion, sont de Hans Schäufelein, et datent de 1507-1508.
D'autres autels ou de leurs restes, que l'on peut trouver dans le Burggrafenamt et dans la région de  Venosta et Sterzing, et exécutés de 1490 à 1510, sont attribués à son atelier, en vertu de considérations stylistiques ou autres, mais ils ne sont ni signés ni documentés. Ce sont les autels dédiés à saint Léonard et aux saints Cosme et Damien dans l'église du village de Laatsch, à saint Gilles à Kortsch (actuellement dans l'église Saint-Jean), à saint Étienne à Obermontani (actuellement au Stadtmuseum Bozen (de)), l’autel de saint Georges de l'église Saint-Georges à Scena, un triptyque dans l'église Saint-Nicolas (de) de Merano, un triptyque, venant de Merano dans Musée diocésain de Brixen (de), et des figures d'autels perdus à Marling, Dorf Tirol et Hafling.

Retable de Schnatterpeck à Lana (figures de l'écrin central)
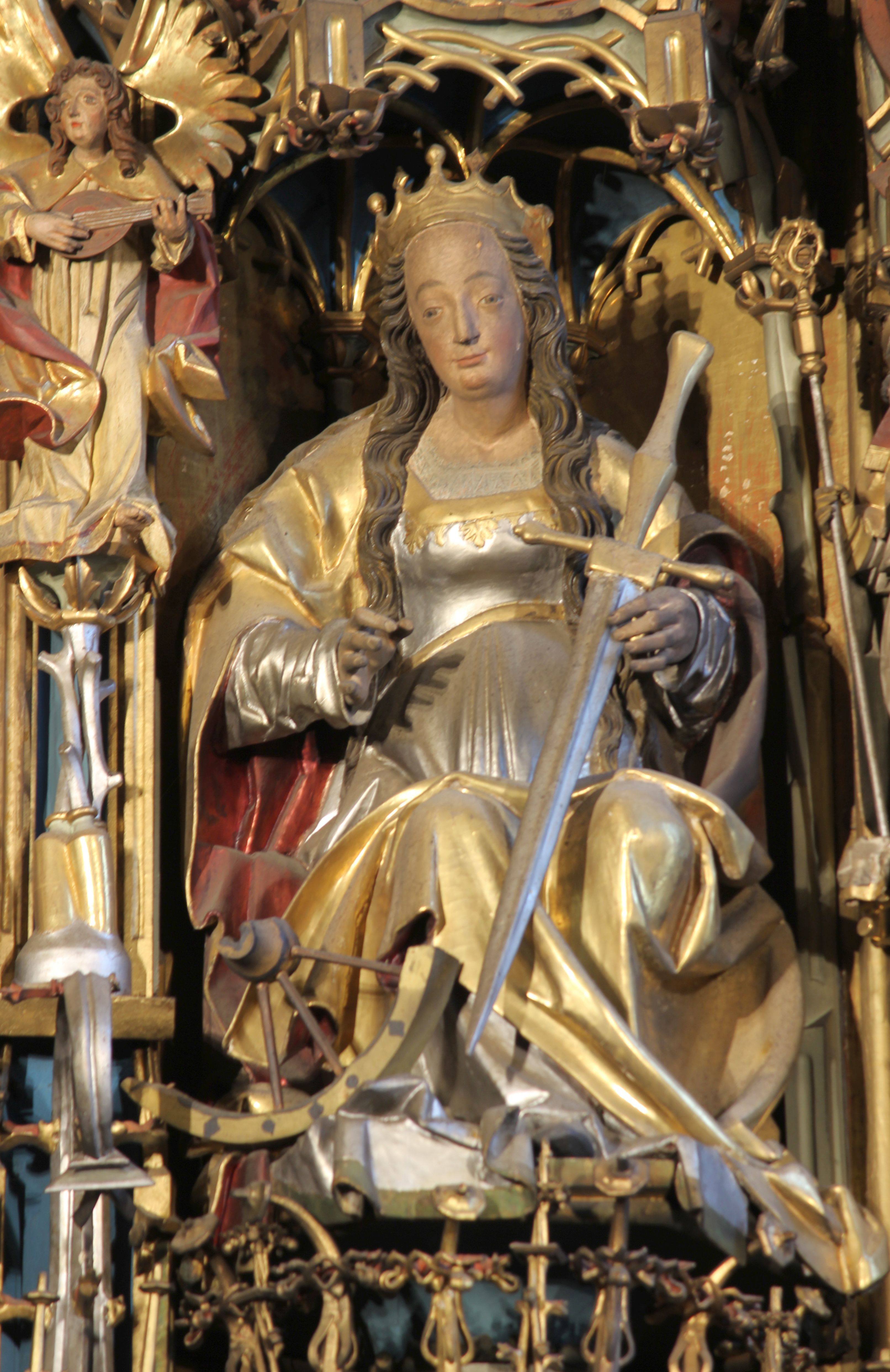
Sainte Catherine
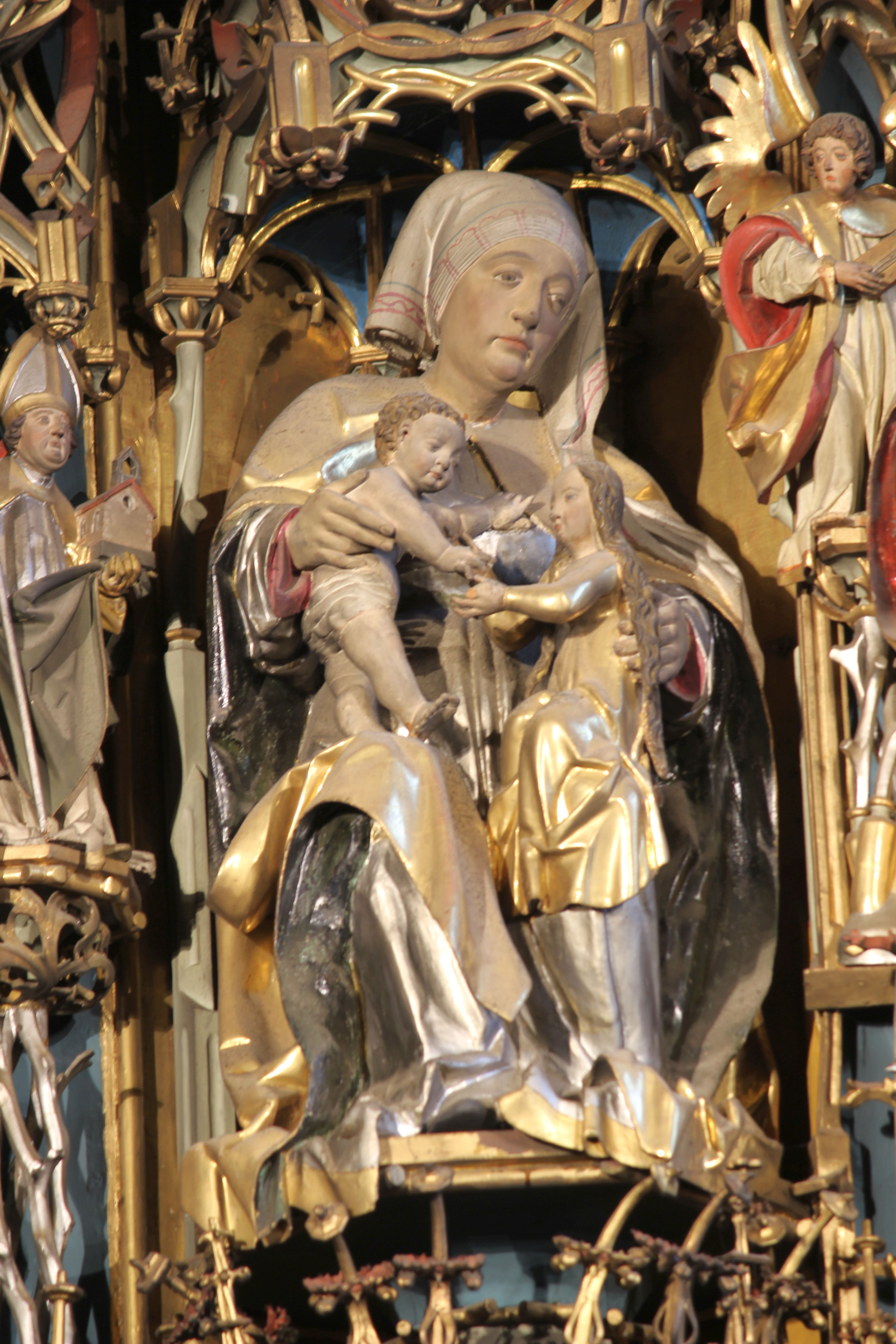
Sainte Anne Trinitaire
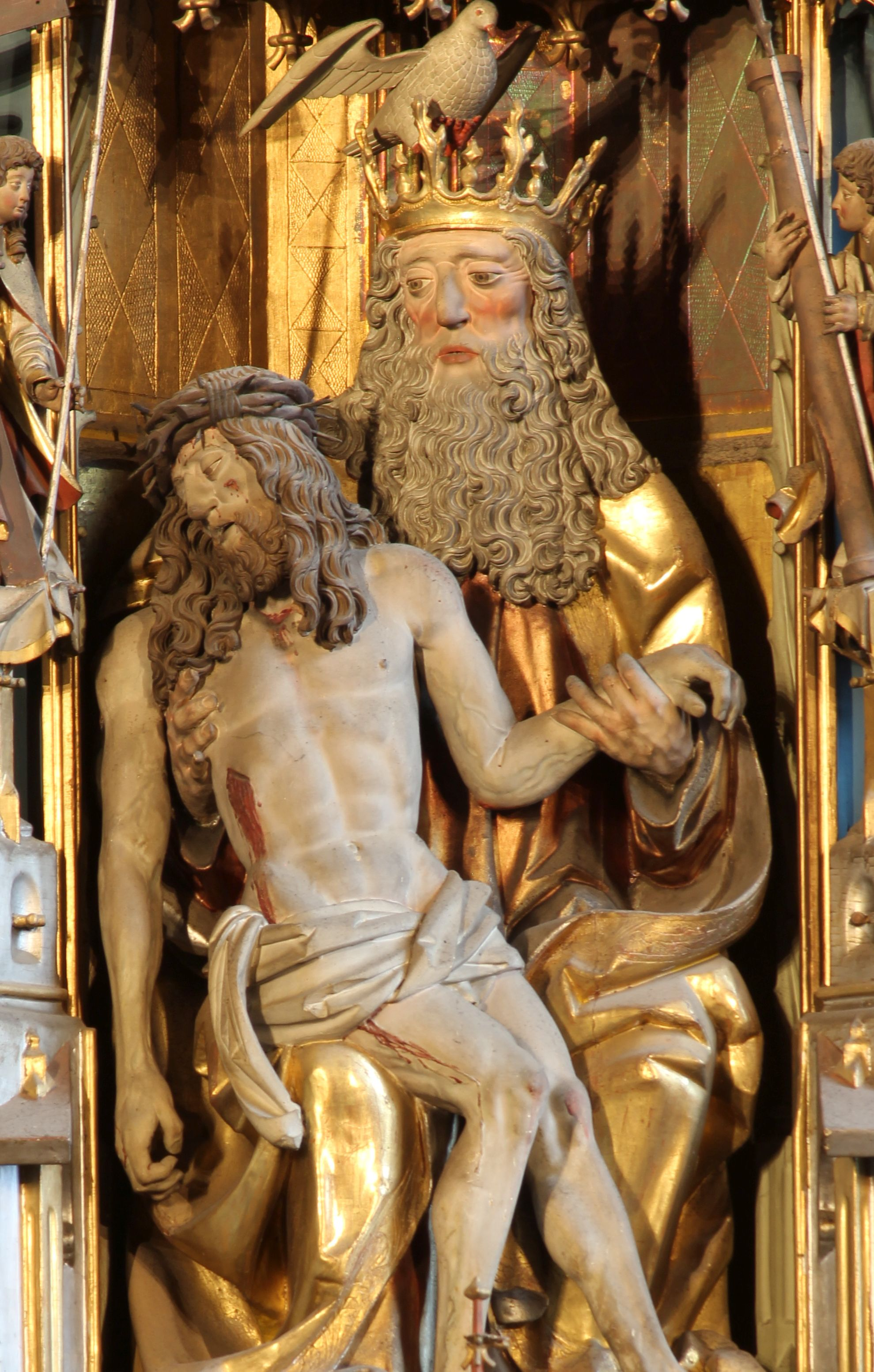
Saine Trinité